# Catedral de Nuestra Señora del Líbano (São Paulo)
La catedral de Nuestra Señora del Líbano o catedral de maronita de São Paulo (en portugués: Catedral Nossa Senhora do Líbano) es el nombre que recibe un edificio religioso afiliado a la Iglesia Católica de rito maronita que se encuentra ubicado en la ciudad de São Paulo en el estado del mismo nombre en la región sudeste de Brasil. No debe confundirse con las otras catedrales católicas de la ciudad que incluyen 4 de rito latino (la Catedral Santo Amaro, Catedral Metropolitana Nuestra Señora de la Asunción, Catedral de San Miguel Arcángel y la Catedral Santurio Sagrada Familia) y las otras 2 de ritos orientales católicos (Catedral Melquita Nuestra Señora del Paraíso y la Catedral Armenia de San Gregorio El Iluminador).
El templo sigue la tradición litúrgica antioquena y funciona como la sede de la eparquía de Nuestra Señora del Líbano en São Paulo de los maronitas (Eparchia Dominae Nostrae Libanensis Sancti Pauli Maronitarum) que empezó como un exarcado apostólico bajo el pontificado del Papa Juan XXIII y fue elevada a su actual estatus por el papa Pablo VI en 1971.
Esta bajo la responsabilidad pastoral del obispo Edgar Amine Madi.